# Llista d'asteroides/137001-137100
| Nom      | Designació provisional | Data de descobriment   | Lloc de descobriment | Descobridor/s                    |
| -------- | ---------------------- | ---------------------- | -------------------- | -------------------------------- |
| 137001 - | 1998 SA81              | 26 de setembre de 1998 | Socorro              | LINEAR                           |
| 137002 - | 1998 SN83              | 26 de setembre de 1998 | Socorro              | LINEAR                           |
| 137003 - | 1998 SU90              | 26 de setembre de 1998 | Socorro              | LINEAR                           |
| 137004 - | 1998 SA92              | 26 de setembre de 1998 | Socorro              | LINEAR                           |
| 137005 - | 1998 SN93              | 26 de setembre de 1998 | Socorro              | LINEAR                           |
| 137006 - | 1998 SX94              | 26 de setembre de 1998 | Socorro              | LINEAR                           |
| 137007 - | 1998 SC108             | 26 de setembre de 1998 | Socorro              | LINEAR                           |
| 137008 - | 1998 SL108             | 26 de setembre de 1998 | Socorro              | LINEAR                           |
| 137009 - | 1998 SS120             | 26 de setembre de 1998 | Socorro              | LINEAR                           |
| 137010 - | 1998 ST121             | 26 de setembre de 1998 | Socorro              | LINEAR                           |
| 137011 - | 1998 SF122             | 26 de setembre de 1998 | Socorro              | LINEAR                           |
| 137012 - | 1998 SY125             | 26 de setembre de 1998 | Socorro              | LINEAR                           |
| 137013 - | 1998 SF130             | 26 de setembre de 1998 | Socorro              | LINEAR                           |
| 137014 - | 1998 SM130             | 26 de setembre de 1998 | Socorro              | LINEAR                           |
| 137015 - | 1998 SW130             | 26 de setembre de 1998 | Socorro              | LINEAR                           |
| 137016 - | 1998 SH131             | 26 de setembre de 1998 | Socorro              | LINEAR                           |
| 137017 - | 1998 SW139             | 26 de setembre de 1998 | Socorro              | LINEAR                           |
| 137018 - | 1998 SL160             | 26 de setembre de 1998 | Socorro              | LINEAR                           |
| 137019 - | 1998 SE168             | 16 de setembre de 1998 | Anderson Mesa        | LONEOS                           |
| 137020 - | 1998 TL                | Oizumi                 | T. Kobayashi         |                                  |
| 137021 - | 1998 TV2               | 13 d'octubre de 1998   | Caussols             | ODAS                             |
| 137022 - | 1998 TF3               | 14 d'octubre de 1998   | Socorro              | LINEAR                           |
| 137023 - | 1998 TB15              | 14 d'octubre de 1998   | Kitt Peak            | Spacewatch                       |
| 137024 - | 1998 TH15              | 14 d'octubre de 1998   | Kitt Peak            | Spacewatch                       |
| 137025 - | 1998 TT15              | 15 d'octubre de 1998   | Caussols             | ODAS                             |
| 137026 - | 1998 TX16              | 14 d'octubre de 1998   | Caussols             | ODAS                             |
| 137027 - | 1998 TH17              | 15 d'octubre de 1998   | Caussols             | ODAS                             |
| 137028 - | 1998 TO17              | 15 d'octubre de 1998   | Caussols             | ODAS                             |
| 137029 - | 1998 TB19              | 14 d'octubre de 1998   | Xinglong             | BAO Schmidt CCD Asteroid Program |
| 137030 - | 1998 TR19              | 15 d'octubre de 1998   | Xinglong             | BAO Schmidt CCD Asteroid Program |
| 137031 - | 1998 TJ22              | 13 d'octubre de 1998   | Kitt Peak            | Spacewatch                       |
| 137032 - | 1998 UO1               | 19 d'octubre de 1998   | Socorro              | LINEAR                           |
| 137033 - | 1998 UM6               | 21 d'octubre de 1998   | Kleť                 | Kleť                             |
| 137034 - | 1998 UD14              | 23 d'octubre de 1998   | Kitt Peak            | Spacewatch                       |
| 137035 - | 1998 UE17              | 17 d'octubre de 1998   | Xinglong             | BAO Schmidt CCD Asteroid Program |
| 137036 - | 1998 UC18              | 19 d'octubre de 1998   | Xinglong             | BAO Schmidt CCD Asteroid Program |
| 137037 - | 1998 UM19              | 28 d'octubre de 1998   | Socorro              | LINEAR                           |
| 137038 - | 1998 UA26              | 18 d'octubre de 1998   | La Silla             | E. W. Elst                       |
| 137039 - | 1998 UX31              | 26 d'octubre de 1998   | Xinglong             | BAO Schmidt CCD Asteroid Program |
| 137040 - | 1998 UY35              | 28 d'octubre de 1998   | Socorro              | LINEAR                           |
| 137041 - | 1998 UG43              | 28 d'octubre de 1998   | Socorro              | LINEAR                           |
| 137042 - | 1998 UT46              | 24 d'octubre de 1998   | Kitt Peak            | Spacewatch                       |
| 137043 - | 1998 UL49              | 23 d'octubre de 1998   | Caussols             | ODAS                             |
| 137044 - | 1998 UC50              | 29 d'octubre de 1998   | Socorro              | LINEAR                           |
| 137045 - | 1998 VE                | Gekko                  | T. Kagawa            |                                  |
| 137046 - | 1998 VE6               | 11 de novembre de 1998 | Nachi-Katsuura       | Y. Shimizu, T. Urata             |
| 137047 - | 1998 VZ10              | 10 de novembre de 1998 | Socorro              | LINEAR                           |
| 137048 - | 1998 VP13              | 10 de novembre de 1998 | Socorro              | LINEAR                           |
| 137049 - | 1998 VB14              | 10 de novembre de 1998 | Socorro              | LINEAR                           |
| 137050 - | 1998 VL15              | 10 de novembre de 1998 | Socorro              | LINEAR                           |
| 137051 - | 1998 VA27              | 10 de novembre de 1998 | Socorro              | LINEAR                           |
| 137052 - | 1998 VO33              | 15 de novembre de 1998 | La Silla             | C.-I. Lagerkvist                 |
| 137053 - | 1998 VQ33              | 11 de novembre de 1998 | Socorro              | LINEAR                           |
| 137054 - | 1998 VB34              | 11 de novembre de 1998 | Caussols             | ODAS                             |
| 137055 - | 1998 VN36              | 14 de novembre de 1998 | Socorro              | LINEAR                           |
| 137056 - | 1998 VW43              | 15 de novembre de 1998 | Kitt Peak            | Spacewatch                       |
| 137057 - | 1998 VK44              | 14 de novembre de 1998 | Anderson Mesa        | LONEOS                           |
| 137058 - | 1998 VN45              | 10 de novembre de 1998 | Anderson Mesa        | LONEOS                           |
| 137059 - | 1998 VA49              | 11 de novembre de 1998 | Xinglong             | BAO Schmidt CCD Asteroid Program |
| 137060 - | 1998 VO50              | 11 de novembre de 1998 | Socorro              | LINEAR                           |
| 137061 - | 1998 VR50              | 11 de novembre de 1998 | Socorro              | LINEAR                           |
| 137062 - | 1998 WM                | 16 de novembre de 1998 | Socorro              | LINEAR                           |
| 137063 - | 1998 WK1               | 16 de novembre de 1998 | Monte Agliale        | S. Donati                        |
| 137064 - | 1998 WP5               | 19 de novembre de 1998 | Socorro              | LINEAR                           |
| 137065 - | 1998 WH6               | 21 de novembre de 1998 | Socorro              | LINEAR                           |
| 137066 - | 1998 WR8               | 23 de novembre de 1998 | Piszkéstető          | K. Sárneczky, L. Kiss            |
| 137067 - | 1998 WQ9               | 28 de novembre de 1998 | Višnjan Observatory  | K. Korlević                      |
| 137068 - | 1998 WD13              | 21 de novembre de 1998 | Socorro              | LINEAR                           |
| 137069 - | 1998 WQ15              | 21 de novembre de 1998 | Socorro              | LINEAR                           |
| 137070 - | 1998 WE21              | 18 de novembre de 1998 | Socorro              | LINEAR                           |
| 137071 - | 1998 WD29              | 23 de novembre de 1998 | Kitt Peak            | Spacewatch                       |
| 137072 - | 1998 WM30              | 26 de novembre de 1998 | Kitt Peak            | Spacewatch                       |
| 137073 - | 1998 WG33              | 20 de novembre de 1998 | Anderson Mesa        | LONEOS                           |
| 137074 - | 1998 WJ34              | 16 de novembre de 1998 | Kitt Peak            | Spacewatch                       |
| 137075 - | 1998 WK38              | 21 de novembre de 1998 | Kitt Peak            | Spacewatch                       |
| 137076 - | 1998 XK3               | 10 de desembre de 1998 | Ondřejov             | L. Šarounová                     |
| 137077 - | 1998 XE4               | 8 de desembre de 1998  | Kitt Peak            | Spacewatch                       |
| 137078 - | 1998 XZ4               | 11 de desembre de 1998 | Socorro              | LINEAR                           |
| 137079 - | 1998 XC5               | 9 de desembre de 1998  | Farra d'Isonzo       | Farra d'Isonzo                   |
| 137080 - | 1998 XD7               | 8 de desembre de 1998  | Kitt Peak            | Spacewatch                       |
| 137081 - | 1998 XO7               | 8 de desembre de 1998  | Kitt Peak            | Spacewatch                       |
| 137082 - | 1998 XE9               | 12 de desembre de 1998 | San Marcello         | L. Tesi, G. Forti                |
| 137083 - | 1998 XZ13              | 15 de desembre de 1998 | Caussols             | ODAS                             |
| 137084 - | 1998 XS16              | 15 de desembre de 1998 | Socorro              | LINEAR                           |
| 137085 - | 1998 XD18              | 8 de desembre de 1998  | Kitt Peak            | Spacewatch                       |
| 137086 - | 1998 XX18              | 10 de desembre de 1998 | Kitt Peak            | Spacewatch                       |
| 137087 - | 1998 XC19              | 10 de desembre de 1998 | Kitt Peak            | Spacewatch                       |
| 137088 - | 1998 XT23              | 11 de desembre de 1998 | Kitt Peak            | Spacewatch                       |
| 137089 - | 1998 XT43              | 14 de desembre de 1998 | Socorro              | LINEAR                           |
| 137090 - | 1998 XZ57              | 15 de desembre de 1998 | Socorro              | LINEAR                           |
| 137091 - | 1998 XU63              | 14 de desembre de 1998 | Socorro              | LINEAR                           |
| 137092 - | 1998 XX68              | 14 de desembre de 1998 | Socorro              | LINEAR                           |
| 137093 - | 1998 XW70              | 14 de desembre de 1998 | Socorro              | LINEAR                           |
| 137094 - | 1998 XD84              | 15 de desembre de 1998 | Socorro              | LINEAR                           |
| 137095 - | 1998 XX86              | 15 de desembre de 1998 | Socorro              | LINEAR                           |
| 137096 - | 1998 XG97              | 11 de desembre de 1998 | Mérida               | O. A. Naranjo                    |
| 137097 - | 1998 XP97              | 8 de desembre de 1998  | Anderson Mesa        | LONEOS                           |
| 137098 - | 1998 YP2               | 17 de desembre de 1998 | Caussols             | ODAS                             |
| 137099 - | 1998 YW3               | 17 de desembre de 1998 | Socorro              | LINEAR                           |
| 137100 - | 1998 YM7               | 23 de desembre de 1998 | Brainerd             | J. Wentworth                     |